# Morpho rhetenor
Morpho rhetenor là một loài bướm phân bố ở Surinam, French Guiana, Brasil, Peru, Ecuador, Colombia và Venezuela. Có một số phân loài đã được miêut ả.

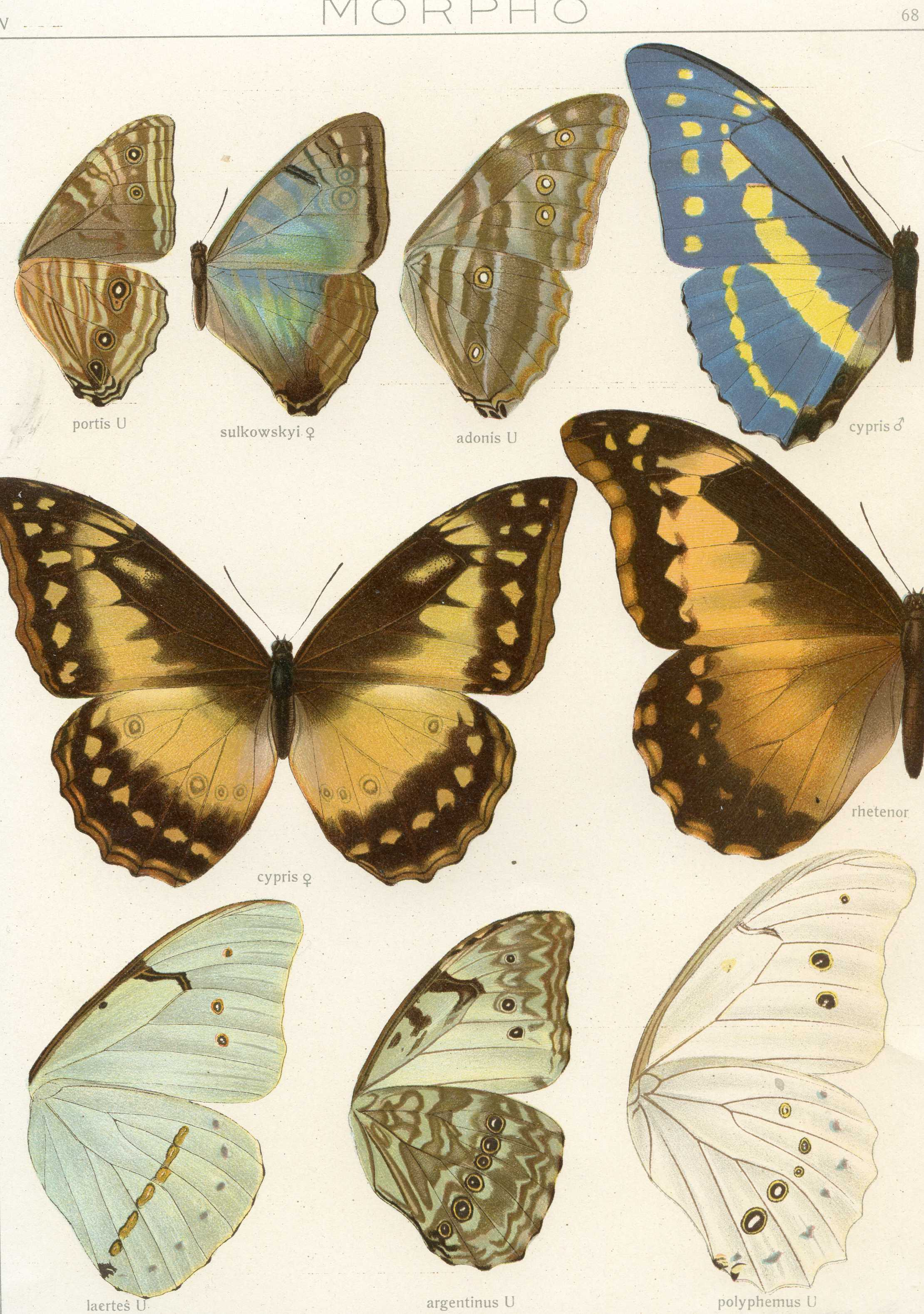
Plate from Seitz M. rhetenor

## Hình ảnh

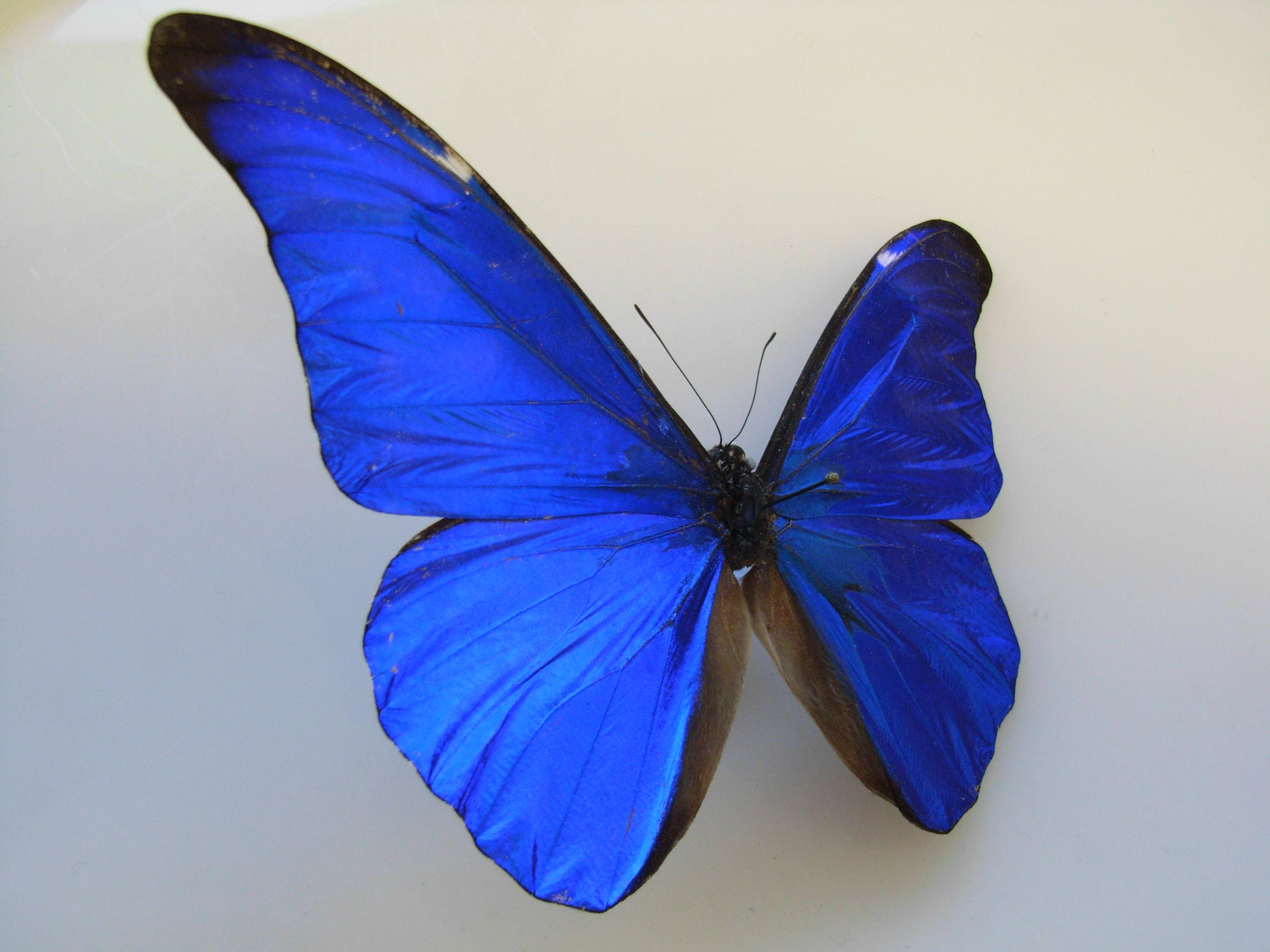
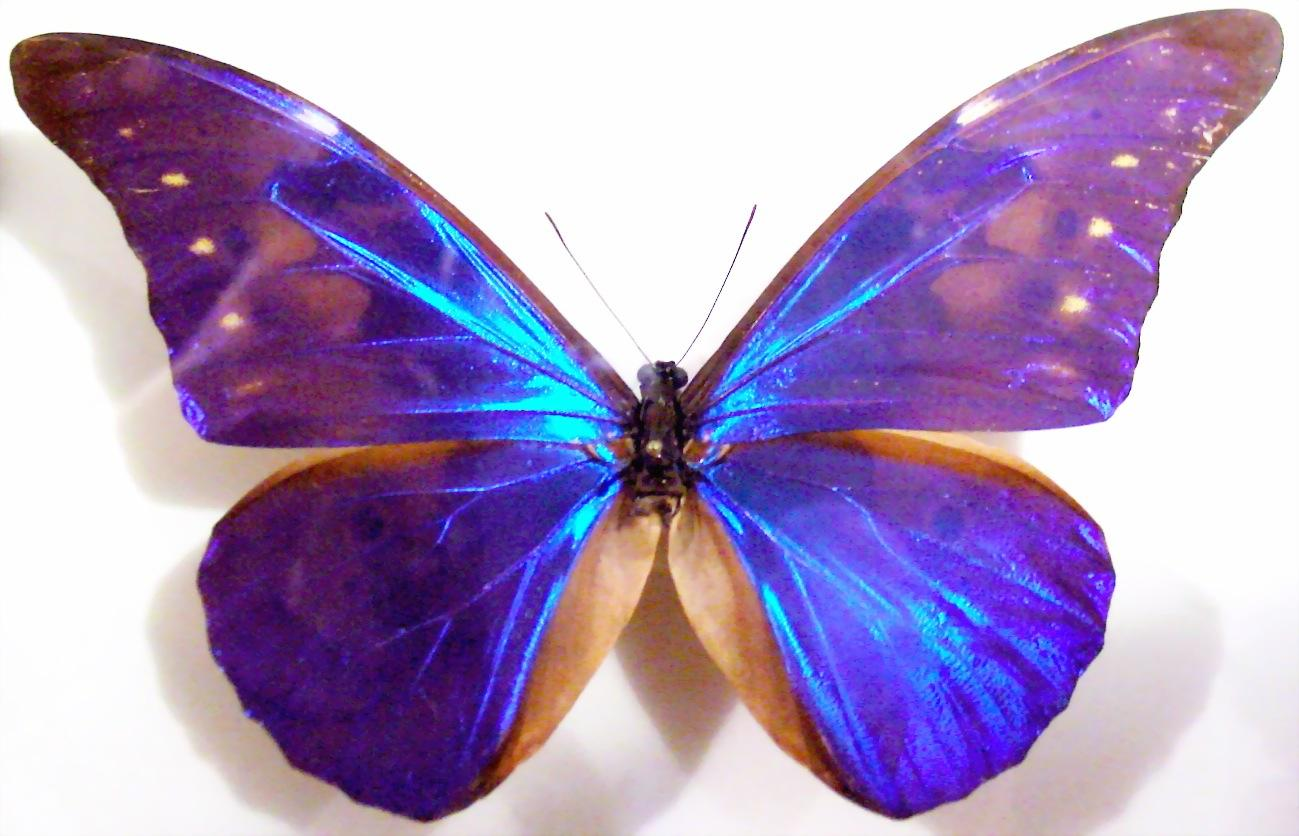
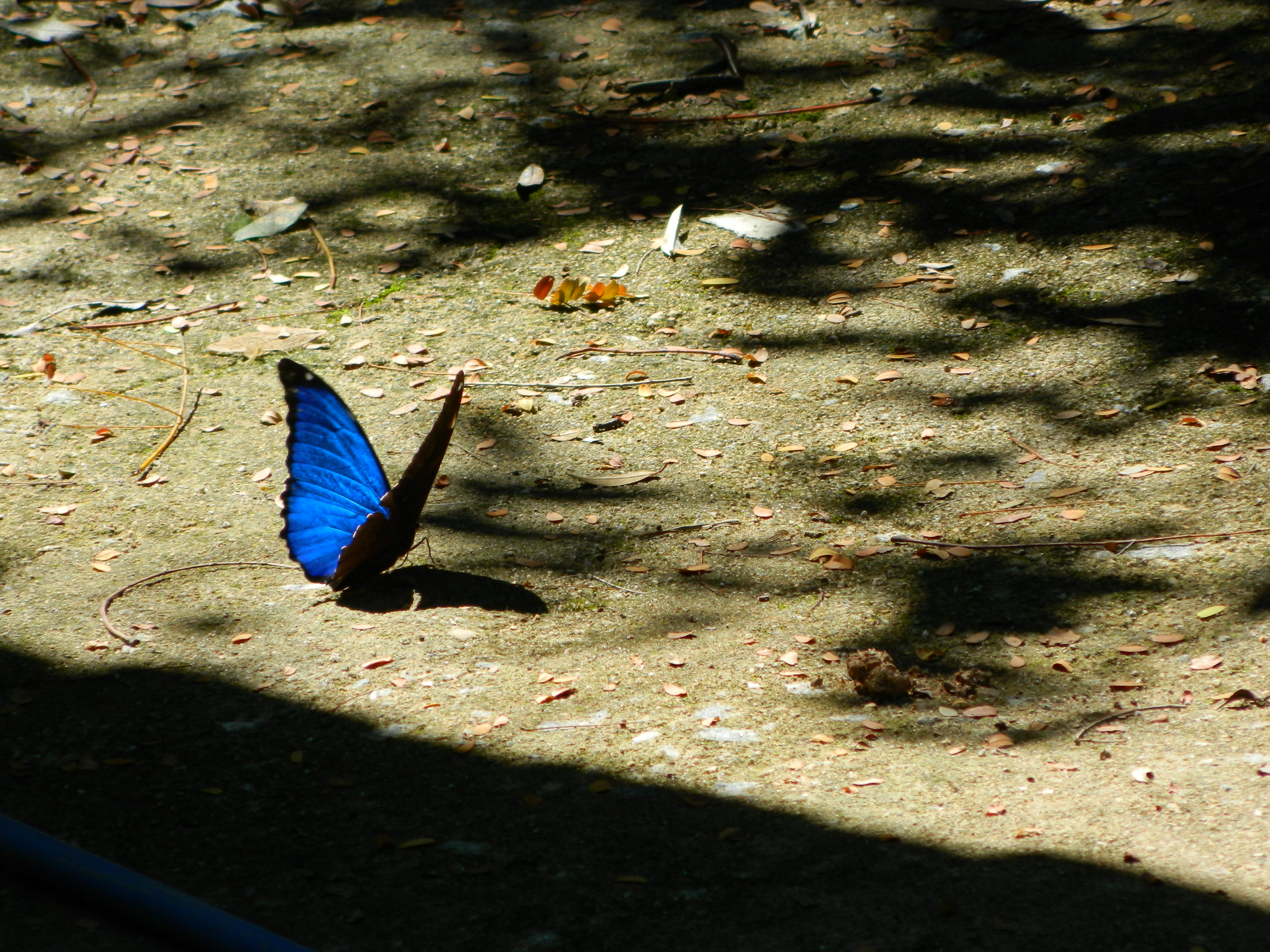
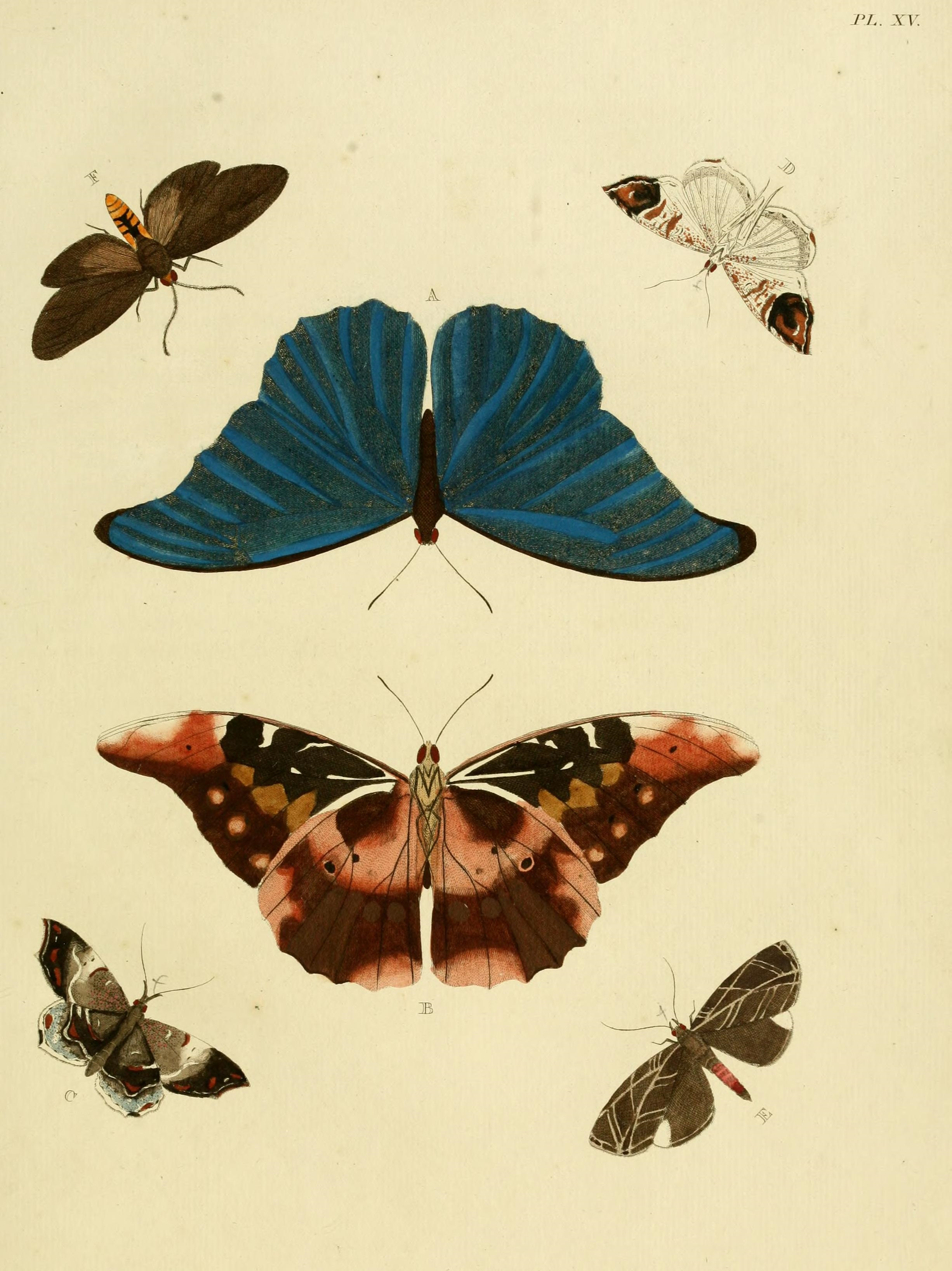